# 花より男子の登場人物
花より男子の登場人物（はなよりだんごのとうじょうじんぶつ）では、神尾葉子・原作・漫画の作品『花より男子』の登場人物について述べる。

## 主人公
牧野つくし（まきの つくし)
- 声 - 横山智佐（CDブック版） / 持田真樹（アニメ版） / 豊口めぐみ（ゲーム版） / 遠藤綾（ドラマ版・台湾〈吹替〉） / 白石涼子（ドラマ版・韓国〈吹替〉） / 寺崎裕香（ドラマ版・タイ〈吹替〉）
- 演 - 内田有紀（映画版・1995年） / 徐熙媛（ドラマ版・台湾） / 井上真央（ドラマ版・日本） / 松岡日菜（ドラマ版・日本〈幼少時代〉） / 水黒遥日（ドラマ版・日本〈10歳〉） / ク・ヘソン（ドラマ版・韓国） / 沈月（ドラマ版・中国） / トンタワン・タンティウェーチャクン（ドラマ版・タイ）

本作品の主人公。英徳学園高等部2年生。明るく気の強い少女。一般中流家庭の娘でありながら、「娘を玉の輿に乗せたい」という母・千恵子の意志で、不本意ながらお金持ち高校・英徳学園に進学させられ、実際に「人生に失望」するほど、最初は馴染めなかった。富裕層の子女だらけの環境でひたすら浮かないように地味に過ごしていたものの、学園を牛耳るF4とトラブルに巻き込まれ、友人を庇ったため赤札を張られてしまう。だが、その名の通り根強い雑草のような根性と真っ直ぐな正義感から、学園中のいじめに屈することはなく、やがて水面下で「英徳のジャンヌ・ダルク」と呼ばれるまでに至る。その強さにF4リーダー・司は心を惹かれるが、彼の思いとは裏腹に、つくしは同じF4でありながらピンチを救ってくれた類に恋をする。しかし、当初大嫌いだった司の真っ直ぐな恋心に気持ちは揺れ動き、やがて両思いとなる。
その並大抵でない健気さに次々と男が惹かれていくが、当の本人は恋愛には奥手で不器用かつ鈍感。母・千恵子と同じく倹約家で、アルバイトを掛け持ちし、スーパーのタイムセール（タイムサービス）のチェックや値切り、家計簿付けなどはプロ並み。一家を支える頼もしい大黒柱である。
原作の続編、ドラマ韓国版、ドラマ日本版およびドラマ続編にあたる映画「花より男子ファイナル」では、高校卒業後は大学に進学している（原作では就職予定だったが、司によって英徳大学へ行くことになる（学部は不明）。ドラマ日本版では静と同じ弁護士になるため、英徳大学法学部へ内部進学、ドラマ韓国版では医大に進学。）花より男子特別編では、司法試験に合格している。
誕生日12月28日。身長160cm（旧）→168cm（新）、体重48kg（旧）→50kg（新）、血液型B型。顔は「よくみると結構かわいい」磨けば光るタイプ。胸は小さく、とあるエピソードでは桜子に「あのAカップ女」ともいわれている。髪型は元来ストレートのロングであったが、TOJの際にシャギーを入れたり、織部順平事件の際にボブになったり、最終的にはショートになったりと変遷している（ドラマ日本、台湾版では変遷しておらず、韓国版はショートヘアだったのが、最終回の司のプロポーズから4年後のシーンでロングになった）。類にカッターで髪を切ってもらっていた。本編の後日談ではセミロング程度まで髪が伸びており、続編の「花のち晴れ」でも同様となっている。

## F4
眉目秀麗な四人組のお坊ちゃま集団。全員英徳学園高等部3年生。「花の4人組 （Flower four）」、略してF4（エフ・フォー）と自称する。幼いころから受けた英才教育の賜物で、教養も深く、運動神経も抜群。F4の中で最も金持ちなのが道明寺、その次は西門で、残り2人は同程度。
一般生徒のみならず、教師も彼らには逆らえず、学園では王者さながらに振る舞い、周囲もそれを賛同する。特に女子には大人気。よく授業をサボり、制服もほとんど着ないが、かなりの教養を身につける。刺激を求めて、気に入らない者のロッカーに赤いカードを貼って全校生徒のいじめの標的に指定、対象がどこまで耐えられるかを賭ける「赤札」という陰湿なゲームを考案・実行する。続編にあたる『花のち晴れ〜花男 Next Season〜』ではC5（コレクト5）がF4の後釜として登場する（コレクト5に関する詳細は当該項目を参照）。
台湾ドラマでは「エフ・スー」と呼称され、キャストはドラマの枠を超え台湾芸能アイドルグループとして独立し、社会的現象を巻き起こした。
韓国の文在寅政権初期には、大統領文、民情首席秘書官曹国、秘書室長任鍾晳、陸軍特殊戦司令部出身の警護員チェヨンジェが「青瓦台のF4」と称され、若年層から支持されていた。
作者本人は、F4について「誰も好みじゃない。道明寺なんて絶対にイヤ」と述べている。
道明寺司（どうみょうじ つかさ）
- 声 - 西尾拓美（CDブック版） / 宮下直紀（アニメ版） / 岸尾大輔・松本美和（アニメ版・少年時代） / 櫻井孝宏（ゲーム版） / 小西克幸（ドラマ版・台湾〈吹替〉） / 高橋広樹（ドラマ版・韓国〈吹替〉） / 諏訪部順一（ドラマ版・タイ〈吹替〉）
- 演 - 谷原章介（映画版・1995年） / 言承旭（ドラマ版・台湾） / 松本潤（ドラマ版・日本） / 武田航介（ドラマ版・日本〈幼少期〉） / イ・ミンホ（ドラマ版・韓国） / 王鶴棣（ドラマ版・中国） / ワチラウィット・チワアリー（ドラマ版・タイ）

F4のリーダー。家は世界に名を轟かせる大財閥の一つで総資産は数千億とも言われる、道明寺財閥の長男で跡取り息子。母親譲りのサイコパス。
性格は我侭で喧嘩っ早く、典型的な「俺様」タイプ。財閥の跡取り息子として、誘拐などあらゆる事態に備えて習得した護身術のおかげで、喧嘩は強い。お金で買えないものなんかない」というのが信条であったが、つくしと出会い、彼女に密かな恋心を抱くようになる。同時に、それまで他の誰からも巨万の富からも得ることのできなかった愛情に満たされ、徐々に本来の純粋さと優しく穏やかな部分が垣間見られるようになる。ただ、つくしと出会う前にも優しい部分はあったようで、本作品の続編『花のち晴れ〜花男 Next Season〜』では登場人物であるコレクト5のリーダー、神楽木晴が高等部に上がる約3年前（司がニューヨークに旅立つ2年ほど前）に、カツアゲされていたところを司が助けたことがある。それ以降、神楽木は司に憧れ、司に情けないといわれたこともあり、強くなるための鍛練などをしている。司がニューヨークに旅立つ前日、神楽木に「頼むぜ、この英徳を」と言っており、自分の母校の行く末を案じている部分もある。
今時珍しいピュアな恋愛観の持ち主で、つくしがいいというまで抱かない、と言うほど。第20巻では、つくしが優紀と西門のデートを尾行するため、「ホテルに行くまえに なんとかしてっ」と懇願したところ、自分と一線を越えようとしているのかと勘違いし、「バッバカ おまえ女のほうから はしたねえこと言うなッッ」と大慌てでつくしを窘めた。原作の終盤つくしと南の島に行った際、彼女を抱くチャンスはあったものの、つくしが熱を出してしまい、それを気遣ったがために「童貞」卒業とはならなかった。つくし以外の女性とは恋愛できないと思っているようで、滋との婚約話が持ち上がった際、滋と付き合うことでつくしを忘れようとするも、忘れることができず、司の想いを知って身を引いた滋の後押しもあり、婚約は破談となった。ドラマ日本版では彼曰く、つくしは「運命共同体」だという。また、原作の終盤およびドラマ韓国版の最終話ではつくしとの未来のためにニューヨークに旅立つ決意をする。原作の続編（37巻収録のフランス編および類が主役の番外編、『俺の話をしようか』）およびドラマ日本版の続編（「花より男子2（リターンズ）」）は彼がニューヨークに旅立ってから約1年後が舞台となる。
武道、スポーツ、芸術、マナーなどの教養は持ち合わせているが、学力は他に劣る。幼少期はスイスで過ごしていたため、ドイツ語やフランス語を含むスイス国公用語に加え英語も流暢に話せる（ただし、ドラマ版以外では英語は翻訳機がないと道を尋ねることすらできない設定）。やや天然ボケの気質があり、誤った外来語や慣用句、ことわざなどをひけらかすために周囲からバカにされる。つくしは、自分がうっかり同じことをしてしまった時「道明寺しちゃった」という言葉を造った。ドラマ日本版「花より男子2（リターンズ）」（2007年）の公式サイトには、司が毎回の放送で披露したこれらの言い間違いを収録したコンテンツもあり、原作・ドラマ版ともにこの設定は当作品の「名物」となっている。
誕生日1月31日。身長185cm（1巻では183cm）（旧）→193cm（新）、体重67kg（旧）→75kg（新）、血液型B型。好きな色は赤で、好物はお好み焼き。どんなストレートパーマも効かない剛毛天然パーマ。少女漫画では滅多に見かけない「チョココルネヘアー」に読者は衝撃を受けた。なお、天然パーマが水に濡れて一時的にストレートになる描写が何回か登場する。連載当初は純粋なドレッドロックスだったが、段々と毛束のロッドが大きくなっている。1995年の映画版では、ポマードで固めたオールバックである。ちなみに、台湾版は第1シーズンの途中からストレートになっている。
漫画でのファッションは、セレブを感じさせないストリートカジュアル、シンプルカジュアルが多い。一方、ドラマ日本版では革ジャンなど、「いかにも高級品」な服とカジュアルをミックスさせている。1995年の映画版では、素肌に赤と黒の縦縞のヘビ革のベストを纏い、革パン革靴という出で立ちで登場した。
現金は持ち歩いておらず、常にクレジットカードで支払っている（大財閥の子息がゆえに、最上級のプレミアムカードを数枚所持している。原作8巻ではゴールドカード、日本版ドラマではブラックカードを所持）。そのため、楓によってクレジットカードを止められた際は、（不本意ながら）つくしに食事代を払ってもらったり（ドラマ、原作）、美作に現金をもらったり、西門にクレジットカードを貸してもらったことがある（日本版ドラマ）。
道明寺邸は築50年で大宮殿を思わせるようなコロニアル調の大邸宅で、エステサロンやヘアサロンから、室内プール、ジェット機用滑走路などが完備されている。ドラマ日本版での道明寺家のロケ地は、福島県のブリティッシュヒルズ（神田外語大学を傘下に持つ学校法人佐野学園の研修施設）である。
初期設定のイメージモデルは俳優のクリスチャン・スレーターであった。
花沢類（はなざわ　るい）
- 声 - 木村拓哉（CDブック版） / 山本耕史（アニメ版） / 岸尾大輔（アニメ版・少年時代） / 宮野真守（ゲーム版） / 谷山紀章（ドラマ版・台湾〈吹替〉） / 遊佐浩二（ドラマ版・韓国〈吹替〉） / 櫻井孝宏（ドラマ版・タイ〈吹替〉）
- 演 - 藤木直人（映画版・1995年） / 周渝民（ドラマ版・台湾） / 小栗旬（ドラマ版・日本） / 上田拓未（ドラマ版・日本〈幼少期〉） / キム・ヒョンジュン（ドラマ版・韓国） / 官鴻（ドラマ版・中国） / ジラワット・スティワニッチャサック（ドラマ版・タイ）

社長のジュニアとして厳しく躾けられ、他人と関わり合うのが苦手。性格は実直かつクールでひたすらマイペース。昼寝が好きで常にボーっとしているが、見るべきところを見ている。連載当初は「幼少時は自閉症だった」と表現されていたが、現実においては自閉症の子供がこのように自閉症を完全に克服する形で成長することはないため、現在は「内向的な性格だった」と表現されている。
本来は感性が豊かで鋭い芸術センスを持ち、バイオリンが好き。興味のないことには手を出さない。インドア派でもあり、放課後もF4の他のメンバーのように群れて夜遊びすることを避け、寝ているかテレビを見ている。特にバラエティ番組が好き。普段は無表情でありながら、笑いのツボにはまると周りが引くほどの笑い上戸と化す。謎が多い人物で、原作者によると、日本版ドラマで花沢類を演じた小栗旬は、原作者に「類が何を考えているかわからない」と言っていたという。それがきっかけで、37巻の番外編（『俺の話をしようか』）で類を主役とする決め手となったとのこと。
幼稚舎のころから藤堂静に恋心を抱き続けていたが、静を追ってフランスで一緒に暮らすうちに、恋ではなく憧れだったと気付く。アニメ版では、静が日本に迎えに来て2人は結ばれ、再びフランスへ旅立つ。
つくしの良き相談相手で、英徳の非常階段でよく会っていた。後に、つくしを好きになり、彼女と付き合おうとするが、友達思いなため、司のために最後は身を引く。何かがあった時にはいつもつくしを守っていたため、彼女にとって一番の男友達（ドラマ韓国版の最終話では、つくしは、自分にとって彼はソウルメイト、と表現している）。つくしと親友の優紀との間では「ビー玉の瞳の王子様」と呼ばれていた。また、かなりの低血圧。つくしの邪魔をする中島海を最初から嫌っていた。
誕生日3月30日。身長182cm（旧）→190cm（新）、体重65kg（旧）→69kg（新）、血液型AB型。好きなことは睡眠、好きな色は黒、好物はミネラルウォーター。服のイメージは麻や綿などのゆるっとしたもの。ドラマ「花より男子2」ではトヨタ・2000GTに乗っている。
花沢邸は漫画では築15年ながら、まるで武家屋敷のような古風な造りで、類の部屋はベッドとテレビと鏡しかないとてもシンプルな部屋である。ドラマ日本版では、白を基調とした洋風の家で、ロケ地は京都国立博物館である。
女性読者の人気が非常に高く、主役のつくしと司を抜いて人気投票で1位を獲得している。安室奈美恵も、花沢類の大ファンである。
西門総二郎（にしかど そうじろう）
- 声 - 飛田展男（CDブック版） / 赤井田良彦（アニメ版） / 松本美和（アニメ版・少年時代） / 置鮎龍太郎（ゲーム版） / 野島裕史（ドラマ版・台湾〈吹替〉） / 福山潤（ドラマ版・韓国〈吹替〉） / 神谷浩史（ドラマ版・タイ〈吹替〉）
- 演 - 佐伯賢作（映画版・1995年） / 朱孝天（ドラマ版・台湾） / 松田翔太（ドラマ版・日本） / 星野亜門（ドラマ版・日本〈幼少期〉） / キム・ボム（ドラマ版・韓国） / 梁靖康（ドラマ版・中国） / メータウィン・オーパッイアムカジョーン（ドラマ版・タイ）

家は茶道（表千家）の家元。両親は夫婦仲が冷え切った仮面夫婦。次男だが、長男が医者として独立したために後継者となる。次期家元として教育され、立居振舞には自然と気品があふれてはいるが、放蕩息子である。
美作と共にノリの良いF4のムードメーカーで、要領が良く口は軽い。家では得られなかった温もりを求めて、中学生でクラブデビュー、女遊びを覚えてゆく。無類の女好きで、「一期一会」をモットーに毎夜女遊びを繰り返し、12〜13股が当たり前で、相手の女性にもそれを隠すことはなく、純情で精神的に重たい女が苦手。初恋は中学の時で、相手は日向更。両想いだったが、ある約束を総二郎が破ったため実らず、それがきっかけで女遊びが激しくなった。このエピソードは、原作では28巻番外編「いちごものがたり」、テレビドラマでは「花より男子2」第7話である。
ドラマ版では、バイクが趣味で、ハーレーダビッドソンに乗っている。後ろの席には「女は乗せない」のがモットー。その理由は「ある過去」に潜んでいる。
誕生日12月3日。身長181cm（旧）→189cm（新）、体重65kg（旧）→73kg（新）、血液型O型。好きな色は白で、好物は胡麻豆腐。特技はナンパと茶道。真ん中分けのストレートヘア。これは、1992年連載当初、吉田栄作などの影響で男性の間で一世風靡していたヘアスタイルであり、特に初期は道明寺と同じく耳下を刈り上げたツーブロックヘアであった。幼少のころ後頭部に怪我をし、縫った部分が少し禿げているらしい（作中では確認ができない）。服のイメージはカジュアル。
西門邸は築180年という、古いが立派な純和風の邸宅で京都のお寺を思い出させるような造りである。手入れの行き届いた枯山水の庭には鹿おどしなどもあり、とても風流である。ドラマ日本版での総二郎の住む屋敷のロケ地は、神奈川県の中丸家長屋門である。
美作あきら（みまさか あきら）
- 声 - 子安武人（CDブック版） / 望月祐多（アニメ版） / 岸尾大輔（アニメ版・少年時代） / 近藤隆（ゲーム版） / 原沢勝広（ドラマ版・台湾〈吹替〉） / 野島健児（ドラマ版・韓国〈吹替〉） / 浪川大輔（ドラマ版・タイ〈吹替〉）
- 演 - 橋爪浩一（映画版・1995年） / 呉建豪（ドラマ版・台湾） / 阿部力（ドラマ版・日本） / 渡辺魁士（ドラマ版・日本〈幼少期〉） / キム・ジュン（ドラマ版・韓国） / 呉希沢（ドラマ版・中国） / ヒランクリット・チャンカム（ドラマ版・タイ）

F4内では貴重な常識派。父親は総合商社の経営者。ドラマ版では裏社会のドン（韓国版では暴力団「イルシム会」元組長）で引退後も隠然たる影響力を持ち続ける新興不動産企業グループ社長の跡取り息子。
誕生日2月28日。身長179cm（旧）→187cm（新）、体重66kg（旧）→70kg（新）、血液型A型。好きな色は黄色。好物はエビとアボカドのサラダ。酢豚にパイナップルフルーツなど、フルーツとごはん類が混ざったような食べ物が苦手。特技はナンパとカクテル作り。肩までのミディアムウエーブヘアだったが、失恋を機にストレートヘアにした。服のイメージは柄シャツ。人気投票では5位。
母親は38歳という年齢のわりには若々しくメルヘンチックな性格。20歳であきらを出産しており、あきらからは引かれている。甘えん坊な年の離れた双子の妹（絵夢と芽夢）がいる。
F4で唯一「気を遣う」ことを知っているが、他の3人と比べると地味な存在。つくし曰く、「他の3人が太陽だったら、美作さんは月みたいな存在。美作さんがいないとF4はきっとばらばらになる」（36巻番外編「クレセントムーン」）。また、神経質で潔癖な部分も持つ。
マザコンの気があり、西門と共に毎夜ナンパに繰り出すが、相手は10歳以上年上のマダム限定。人妻に手を出して、その夫に刺されそうになったことがある。本気で好きになるなら牧野のような人だろうと思いつつも、親友の彼女なので理性が働いて手を出す事はない。
美作家の赤毛のアンをモチーフにした東家、薔薇が咲き誇る庭などは、メルヘンチックな母親の趣味が反映されている。あきらが年上の女性が好きなのは、その反動と言われる。ドラマ日本版でのあきらの住む屋敷のロケ地は、茨城県の The Canal Hills 迎賓館である。

## クラスメート
遠藤真木子（えんどう まきこ）
- 声 - 岬風右子（アニメ版） / 中田真理子（ドラマ版・台湾〈吹替〉）
- 演 - 葉安婷（ドラマ版・台湾）

原作1巻にのみ登場。つくしと同じ庶民出身（ただし正確な根拠はない）で、F4から赤札が張られる前のつくしの唯一の友達であった。ある日教室移動中階段で足を滑らせ、道明寺の顔面を踏み倒し、赤札を張られそうになったが、彼女を庇ったつくしが張られることになった。直後つくしを避けていたが、誰もいないところでつくしを庇うようになる。
アニメ版では常に陰ながらつくしの味方となり励ましていた。後半においては一緒にお弁当を食べるシーンも見られる。
樹本（きもと）
原作1巻・ドラマ第一話のみ登場。つくしが赤札を張られる前にF4に逆らい、退学。
つくし曰く「男らしくて 人気者だった」とのこと。

### リリーズ
立場の弱い者や自分たちにとって気に入らない者を貶めることを楽しむ、陰険で狡猾ないじめグループで、つくしと敵対する。F4とは異なり、最後まで反省・改心することは無かった。グループ名はリーダーの浅井の名から（Lily＝百合）。つくしからは幾度となく「（英徳の）女狐（共）」と称される。
浅井百合子（あさい ゆりこ）
- 声 - 清水よし子（アニメ版）
- 演 - 利根川朱里（映画版・1995年） / 瀬戸早妃（ドラマ版・日本） / 鄭美黛（ドラマ版・台湾）

リリーズのリーダー格。跳ねた前髪が特徴的。高飛車な性格で、つくしに陰湿ないじめをくり返す。社長夫人になることが夢で、容姿に関しては相手がチビでもハゲでもデブでも良い模様。
三条桜子と同学年の従妹がいて、その従妹の家で英徳学園幼稚舎のアルバムを見たことから、桜子の美容整形に気付き、翌日全校生徒に暴露。
鮎原えりか（あゆはら えりか）
- 声 - 梶川さほり（アニメ版）
- 演 - 深田あき（ドラマ版・日本） / 張若蓁（ドラマ版・台湾）

リリーズのメンバー。おっとりして見えるがその本性は陰険で、つくしと類の密会を隠し撮りしたビデオを道明寺へと渡した。
台湾ドラマ版では「千恵」の名前で登場する。
山野美奈子（やまの みなこ）
- 声 - 佐藤奈美（アニメ版）
- 演 - 藤原紀香（映画版・1995年） / 松岡恵望子（ドラマ版・日本）

リリーズのメンバー。立てロールヘアで、いつもヤンエグにアクセサリーなどを貢がせている。

## 家族・関係者

### つくしの家族
牧野進（まきの すすむ）
- 声 - 井上孝幸（アニメ版）
- 演 - 冨浦智嗣（ドラマ版・日本） / パク・チビン（ドラマ版・韓国）

つくしの弟。姉思いで、日本一学費の安い高校を目指し、お調子者だが、気が弱い。つくしと2人暮らしをしていた時、空巣に入られた時には、つくしを守るどころか布団をかぶって震え上がっていた。
牧野晴男（まきの はるお）
- 声 - 鈴木信明（アニメ版） / 岩尾万太郎（ドラマ版・台湾〈吹替〉）
- 演 - 小林すすむ（ドラマ版・日本） / 董至成（ドラマ版・台湾） / アン・ソクファン（ドラマ版・韓国）

つくしと進の父親。人が良過ぎる上に要領の悪さが災いして会社を度々リストラされ、会社平社員から漁港でのワカメ干し、スーパーマーケットなど点々とするなど出世コースに全く乗れていない。ゲイバー勤務を志した時もある。ドラマでは、リストラされるものちに係長に昇進する。寒い親父ギャグが好き。船酔いがひどい。アニメ版では名前は「泰吉」。
牧野千恵子（まきの ちえこ）
- 声 - 渡部るみ（アニメ版） / 一城みゆ希（ドラマ版・台湾〈吹替〉）
- 演 - 石野真子（ドラマ版・日本） / 王月（ドラマ版・台湾） / イム・イェジン（ドラマ版・韓国）

つくしと進の母親。ドケチでかかあ天下。つくしがF4の誰かと結婚して玉の輿に乗ることのためだけに、娘を英徳学園に無理矢理入学させた。道明寺の母・楓に大金と引き換えに息子と別れるよう強要されたことに激高し、楓の頭に塩をぶっかけるなど大胆な行動を取ったこともある。アニメ版では名前は「智恵子」。

### 司の家族・道明寺グループの人物
道明寺楓（どうみょうじ かえで）
- 声 - 土井美加（アニメ版） / 深見梨加（ゲーム版） / 横尾まり（ドラマ版・台湾〈吹替〉）
- 演 - 加賀まりこ（ドラマ版・日本） / 甄秀珍（ドラマ版・台湾） / イ・ヘヨン（ドラマ版・韓国）

司と椿の母親。道明寺財閥社長。ビジネスの拠点として、普段はニューヨークにある別邸に住んでいる。世界中に広がる「ザ・メープルホテル」の経営者。サイコパスな性格。
仕事と利益のためなら息子も娘も道具としか見ない上に一般庶民を平然と見下す冷酷な女で、過去に椿の交際相手を「相応しくない」という理由で根回しを行って別れさせているため、椿からは恨まれている。さらに司がつくしと交際し始めたことを知るや、彼女の家に秘書の西田を連れてやって来て大金を渡し、息子と別れるよう上から目線で強要するが、つくしの母・智恵子に激怒されて頭に塩をぶちまけられる。自分が見下す一般庶民から反抗されたことに対する屈辱を晴らすべく、司と大河原滋との政略結婚を進め、これをつくしに見せつけて絶望させるという陰湿な意趣返しを行った。だが、司が危篤に陥った時は仕事を放り出し駆けつけた。
道明寺椿（どうみょうじ つばき）
- 声 - 大川千帆（アニメ版） / 岡田直子（アニメ版・少女時代） / 生天目仁美（ゲーム版） / 甲斐田裕子（ドラマ版・台湾〈吹替〉）
- 演 - 松嶋菜々子（ドラマ版・日本） / 徐華鳳（ドラマ版・台湾） / キム・ヒョンジュ（ドラマ版・韓国）

道明寺家の長女で、司の姉。不在がちな両親に代わり、司を厳しく教育してきた。才色兼備の令嬢でありながら、庶民的な食べ物であるお好み焼きが焼けたことで、高校生時代は女子高生コンテストTOJで優勝している。
司より喧嘩が強く、大胆で強引だが、根は優しい。思い立ったら即行動に移すアクティブ派。ホテル王と結婚し、現在はロサンゼルスに住む。過去に付き合っていた男性がいたが、母親に邪魔をされて別れさせられた経緯から母を未だに恨んでおり、司とつくしの恋を真剣に応援する。
西田（にしだ）
- 声 - 本間ひとし（アニメ版）
- 演 - デビット伊東（ドラマ版・日本） / 彭偉華（ドラマ版・台湾）

楓の秘書。楓のことを理解している数少ない人物。ドラマ版では高い金を受け取り解雇されるが、司が代表に就任する際に呼び戻されている。
タマ
- 声 - 谷育子（ドラマ版・台湾〈吹替〉）
- 演 - 佐々木すみ江（ドラマ版・日本） / 唐琪（ドラマ版・台湾）

道明寺家に仕えて60年もの実績を誇る使用人頭の老女。戦後のころ、路頭に迷っていた所を先代の道明寺家当主に救われて使用人になった経緯があり、その恩義から道明寺家への忠誠を生涯誓い、先代当主と二人三脚のような形で道明寺家を支えてきた。その先代の遺言により、現在の財閥社長である楓ですら口出しすることを許されないほどの特権を有している。また上下関係にうるさい性格で、自分のことを「先輩」と呼ばない後輩使用人に対しては即座に激怒する。
実はつくしのことをかなり気に入っており、彼女を何度か助けている。ニューヨークへ司が旅立ってからは、つくしが茶飲み友達としてたまに彼女の元を訪れている。
続編『花のち晴れ〜花男 Next Season〜』にも登場。道明寺家に現役で仕えており、屋敷の主の留守を守っている。
アニメ版には登場しない。

## つくしの友達
松岡優紀（まつおか ゆうき）
- 声 - 飛松加奈子（アニメ版） / 生天目仁美（ゲーム版） / 桑谷夏子（ドラマ版・台湾〈吹替〉）
- 演 - 笹峰愛（映画版・1995年） / 西原亜希（ドラマ版・日本） / 楊丞琳（ドラマ版・台湾） / キム・ソウン（ドラマ版・韓国）

燃えるような恋に憧れる、ごく普通の少女。都立高校に通い、茶道部所属。日向更とは先輩後輩の関係。親友のつくしとは対照的に控え目な性格だが、時に驚くほどの行動力を発揮する。放課後はつくしと同じ和菓子屋「千石屋」でアルバイトしている。
一時、クラスメートと交際していたがそのクラスメートは遊び人で、弄ばれたことに傷つき失踪騒ぎを起こす。
事情を西門に相談し、彼が通うクラブが偶然にも西門が通う店だったことから、西門と共にキツイ仕返しをした。それ以来西門に一途に片想いし、日向と西門の初恋の謎を解いた。原作とアニメでは髪型が異なる。
三条桜子（さんじょう さくらこ）
- 声 - 宍戸留美（アニメ版） / 柚木涼香（ゲーム版）
- 演 - 坂上香織（映画版・1995年） / 佐藤めぐみ（ドラマ版・日本） / イ・シヨン（ドラマ版・韓国）

英徳学園高等部1年生（ドラマでは2年生、年齢はF4と同じく、つくしの1歳上だが、整形するため1年間海外に渡ったためつくしと同じ学年）。5年前に飛行機事故で両親を亡くし、現在は遺産で祖父母と3人で生計を立てている。
幼稚舎のころから道明寺のことが好きだったが、道明寺を始め周囲から「ブス」呼ばわりされたことに絶望して彼（ひいてはF4）への復讐を誓い、遺産で顔を整形をした。高校まではドイツで過ごす。高校では可憐で奥ゆかしいお嬢様を演じていたが実はぶりっ子で、放課後はディスコ「ジョリアナ東京」のお立ち台で派手に踊る。猫被りが得意で、敵に回すと手強い。幼少のころのコンプレックスから、他の女を「ブス」といたぶりたがる。
同居人で花沢類に瓜二つのトーマス（ドラマ版ではホストのリュウジ）を利用して、恋敵のつくしを蹴落とそうとしたが失敗。後にリリーズの百合子によって整形の事実を全校生徒に暴露されるも、それをつくしに庇われたことをきっかけに改心して親友となる。
大河原滋（おおかわはら しげる）
- 声 - 佐藤恵美香（アニメ版） / 樋口智恵子（ゲーム版） / 加納千秋（ドラマ版・台湾〈吹替〉）
- 演 - 加藤夏希（ドラマ版・日本） / 柯奐如（ドラマ版・台湾） / イ・ミンジョン（ドラマ版・韓国）

石油を扱う大財閥の令嬢ながら自由奔放な振る舞いで周りを巻き込む人間タイフーン。変装好きの不思議ちゃん。
楓の計略により司との政略結婚をすすめられお見合いで出会う。司に次第に引かれていくが、脈のないことを悟り身を引いた。つくしが大好きで、道明寺との失恋後は、二人の仲を応援する。
婚約破談後は、司は女友達として彼女のことを認めている。
青池和也（あおいけ かずや）
- 声 - 伊崎寿克（CDブック版） / 家富洋二（アニメ版） / 下野紘（ゲーム版） / 中村俊洋（ドラマ版・台湾〈吹替〉）
- 演 - 歐定興（ドラマ版・台湾）

つくしの幼馴染。元は庶民だったが、土地バブルでいきなり上流階級入り（家業は不動産業）、英徳学園に転入したことがきっかけでつくしと再会。つくしとの仲睦まじさに道明寺から嫉妬され、転入早々赤札を張られいじめられた。
つくしと共に浮いているが持ち前の明るさで健気に頑張り、つくしに片思いするようになる。F4からは「成金息子」と呼ばれバカにされている。作中ではムードメーカー的存在であり、F4主導による猛烈な苛めも軽く受け流すなど、つくしから「意外と大物かもしれない」と評されたことがある。
道明寺が花沢類をF4から外した際、一時的にF4のメンバーになった。なお、ドラマ（日本版、韓国版）には登場しない。

## その他の登場人物
藤堂静（とうどう しずか）
- 声 - 島津冴子（CDブック版） / 今村恵子（アニメ版） / 山崎和佳奈（ゲーム版） / 冬馬由美（ドラマ版・台湾〈吹替〉）
- 演 - 江黒真理衣（映画・1995年） / 佐田真由美（ドラマ版・日本） / 銭韋杉（ドラマ版・台湾） / ハン・チェヨン（ドラマ版・韓国）

藤堂商事の令嬢。F4の2歳年上で幼馴染。ピアノ、バレエはプロ並み、ヨットの国際免許取得、「ミス・ティーン・オブ・フランス」にも選ばれており、一度決めたことは最後まで曲げない芯の強さを持ち、つくしのことも可愛がっていた。容姿、教養、性格共に完璧な女性で、英徳学園の生徒にとって、憧れの存在。
英徳学園大学に在籍しながら、キャンギャルを兼ねていたが、貧しい人を救いたいという夢を叶えるため、家を離れ、フランスへと旅立ち、国際弁護士を目指している。花沢類がずっと片思いしていた相手で、留学を始めた際は同棲していたが、すれ違いの生活に類は違和感を覚えていた。フランスの有力者ジャン・ピエール・マイヨールからプロポーズされるが、破談。そのニュースをきっかけに、類との同棲を解消した。このことは、つくしたちがカナダ旅行した時に明かされた。
原作ではつくしが英徳学園を卒業するころにフランスで入籍したが、相手は定かではない。アニメ版では類とよりを戻し、ハッピーエンドを迎える。
ドラマ版での静の住む屋敷のロケ地は千葉県の新浦安アートグレイス・ウエディングコーストである。
日向更（ひなた さら）
- 声 - 樋口智恵子（ゲーム版）
- 演 - 貫地谷しほり（ドラマ版・日本） / 呉佩文（ドラマ版・台湾）

西門の幼なじみで、初恋の人。西門のことが好きだったが結局想いを伝えることが出来ず、他の男性と付き合うもすぐに破局。西門との再会により、止まってしまった2人の関係に少し変化が出てくる。
お菓子が好きで、新発売の物は要チェックしている。
中島海（なかじま うみ）
- 演 - 戸田恵梨香（ドラマ版・日本）

司が入院した病院に入院していた少女。ドラマではつくしの家族が暮らす漁村の病院に入院していた女の子。明るく誰からも好かれる性格で友達も多い。だが他人の心の機敏に疎く、そのせいでたびたびにつくしを傷つけているが本人にはまったく自覚がない。そのため花沢類にかなり嫌われている。司のことが好きになり、そのためにつくしが司に作ったお弁当（ドラマではクッキー）を自分が作った物だと嘘をつくなど、何度か2人の邪魔をした。しかし、英徳学園へお弁当を届けに行った際、司の暴力的で残忍な本性を知り、その恐怖に怯えて自ら離れていった。
ケン内田（ケン うちだ）
- 演 - 鶴見辰吾（ドラマ版・日本）

「花より男子2」にのみ登場したテレビドラマ版のオリジナルキャラクター。
道明寺グループ社員で、日系アメリカ人。道明寺司の夢や回想シーンなどに登場する。
織部順平（おりべ じゅんぺい）
- 声 - 高橋広樹（アニメ版） / 川島得愛（ドラマ版・台湾〈吹替〉）
- 演 - 生田斗真（ドラマ版・日本） / 林祖恩（ドラマ版・台湾） / チョン・ウェチョル（ドラマ版・韓国）

英徳学園でのつくしの後輩。正体はカリスマファッションモデル「ジュン」だが、学校では素性を隠していた。異母兄は中学時代のつくしの同級生（後述のとおり、アニメではそのような設定はない）であり、彼女に思いを寄せていた。
かつて、親しく慕っていた年上の友人（アニメでは実の兄）が道明寺の容赦無い暴力を受けて内臓破裂させられたことから、彼を恨んでいた（その友人は、現在神戸の高校に転校したとのこと）。また、複雑な家庭環境から兄にずっと嫉妬していた。その復讐として、つくしと道明寺をおびき寄せ、つくしを囮に仲間と道明寺へのリンチを企てた。
つくしと司が入院している病院へ現れた際、謝罪するどころか彼に対し「冗談でしょ？全然悪いなんて思ってないもん」と反省の色も無く、年上の友人を傷つけた恨みをぶちまけていた。
天草清之介（あまくさ せいのすけ）
- 声 - 石田彰（ゲーム版）

永林学園3年生。政治家一族のエリートの下に生まれ、将来の総理大臣として期待されるが、寿司職人を志しているため、自ら家を離れる。江戸っ子でケンカが強いことから、つくしからは「（遠山の）金さん」と呼ばれ親しまれている。健気なつくしに惚れたことから、つくしは許婚・あや乃から宣戦布告され、高校生コンテストTOJで闘うこととなった。
栗巻あや乃（くりまき あやの）
- 演 - 酒井彩名（ドラマ版・日本）

清之介の幼馴染で婚約者。永林学園1年生。父親は外務省で外交官として勤務。父親の赴任先で、つくしと清之介の記事を知り、（西門いわく「激怒している」）家出して急遽帰国した。才色兼備の令嬢。清之介のことが好きで彼が惹かれているつくしに対し、嫉妬と怒りから宣戦を布告してTOJに参加する。
物語終盤では、家を出て寿司店で修行している清之介を支えている。
ドラマ版（日本）では、楓の刺客として登場。
国沢亜門（くにさわ あもん）
- 声 - 櫻井孝宏（ゲーム版）
- 演 - 藍正龍（ドラマ版・台湾）

司に瓜二つのフリーター。「清永」という名前で偽者の従兄弟としてつくしの気を引くため楓にアルバイトとして雇われた。恋愛を疎むニヒリストだが、つくしのまっすぐな思いに心打たれ、水面下で司とつくしの縁結びに協力した。
吉松松太郎（よしまつ まつたろう）
- 演 - 鐘漢良（ドラマ版・台湾）

司と別れたつくしがやって来た、明間原漁村で暮らしている芸術家志望の青年。つくしと一緒に、屋台の焼きもろこしを売っている。かつて交際していた恋人がいたが逃げられている。元恋人の帰りを待ち、一緒にイタリアで芸術を学ぶのが夢。
ドラマ版（台湾）では、「阿松」という名前で登場する。
トーマス
- 声 - 桐井大介（ドラマ版・台湾〈吹替〉）

三条桜子がドイツの日本人学校にいたころからの、幼なじみ。ルックスは花沢類に似ているが、食い意地が張っていてその上マナーが悪く、つくしと和也をあ然とさせた（そのことから「一時とはいえ、この男が花沢類に似てると思ったなんて。死んでも言えないわこりゃ」と秘密にすることを誓った）。
F4への復讐を誓う桜子の指示でつくしに近づく。のちに改心し、桜子の素顔が写ったアルバムをつくしに渡し、桜子の暗い過去を話す。
清永（きよなが）
司・椿姉弟の従兄弟。両親が離婚し（椿いわく「双方とも、引き取りを拒否した」とのこと。）、それ以来一人暮らしをしている。ちなみに容姿は、「明るく可愛いぽっちゃり」であったことから、司が亜門の嘘に気付くきっかけとなった。
前川園子（まえかわ そのこ）
永林学園2年生。清之介に恋していて、つくしをライバル視している。
第2関門を控え、楽屋であや乃と談笑しているつくしに絡むがあや乃に窘められて、逆上。第2関門の英会話で気合が入りすぎ、審査員の外国人女性講師に手渡すカップを落としてしまい、顔を背けられて「失格」を告げられ、ステージ上で号泣。
千石屋の女将（せんごくやのおかみ）
つくしと優紀が放課後アルバイトしている、和菓子屋『千石屋』の女将。
人手不足と売り上げ減少に悩んでおり、「あまり人を雇えない」とこぼしている。
TOJ終了後の冬休みに、西門たちがつくしたちの店頭販売に協力したことで売り上げノルマを達成したことから、大喜び。
ドラマ版では加藤貴子が演じている。ちなみに、台湾版では和菓子屋ではなく洋菓子店。
葉山龍介（はやま りゅうすけ）
TOJの最終関門で、登場。愛称「リュウちゃん」。
葉山コンチェルンの御曹司で、つくしを小バカにするが意気投合。大会終了後の冬休みに、つくしを食事に誘うがその日は道明寺とのデートだったため、一旦は断られるが「パパもママも 日本になんかいないよ」と打ち明けたことで、デートに同伴。
そのため、道明寺を激怒させた。レストランでの食事中、2人の仲の進展具合を聞くなど意外とマセている。
食事後に行った、動物園で道明寺の肩車でおもらしをしてしまい、怒った道明寺から振り落とされそうになる。喧嘩別れした後で、牧野家へ行きクリスマスケーキをご馳走になる。